# Данилевський Іван Костянтинович
Данилевський Іван Костянтинович (25 вересня 1880, Полтавська губернія — †?) — старшина Дієвої армії УНР.

## Життєпис
Закінчив Петровський Полтавський кадетський корпус, Костянтинівське артилерійське училище (1901), вийшов підпоручиком до 9-ї артилерійської бригади (Полтава), у складі якої брав участь у Російсько-японській та Першій світовій війнах. Нагороджений орденом Святого Георгія IV ступеня. Останнє звання у російській армії — полковник.
З 18 червня 1918 р. — командир дивізіону (згодом — полку) 11-ї гарматної бригади Армії Української Держави.
З 11 травня 1919 р. — представник начальника військових комунікацій Дієвої армії УНР у штабі Північної групи.
Подальша доля невідома.